# Xabier Gómez García
Xabier Gómez García (Azkoitia, 11 aprile 1970) è un vescovo cattolico spagnolo, dall'8 ottobre 2024 vescovo di Sant Feliu de Llobregat.

## Biografia
Xabier Gómez García è nato ad Azkoitia, nella provincia di Gipuzkoa, l'11 aprile 1970.

### Formazione e ministero sacerdotale
Il 12 giugno 1994 è stato ordinato presbitero per la diocesi di San Sebastián da monsignor José María Setién Alberro. In seguito è stato vicario parrocchiale di Elgoibar dal 1994 al 1997 e parroco e coordinatore dell'unità pastorale di Eskoriatza-Aretxabaleta dal 1997 al 2003.
Nel 2003 è entrato nell'Ordine dei frati predicatori e ha completato il noviziato presso il convento di formazione di Salamanca, dove il 17 settembre 2004 ha emesso la prima professione dei voti religiosi.
Dal 2003 al 2005 ha studiato presso la Pontificia Facoltà di Teologia "Santo Stefano" di Salamanca, dove ha conseguito la laurea in teologia. Nel 2006 ha conseguito il master in orientamento e mediazione familiare presso la Pontificia Università di Salamanca. Inoltre, l'anno successivo ha completato una specializzazione in mediazione sociale interculturale presso l'Università Autonoma di Madrid.
Ha prestato servizio come vicario parrocchiale della parrocchia del Santo Cristo a Madrid e coordinatore pastorale del Colegio Nuestra Señora de Atocha dal 2006 al 2010; promotore della pastorale giovanile e vocazionale della provincia dominicana dal 2009 al 2012; vicario parrocchiale del santuario di Nostra Signora de Atocha dal 2010 al 2016; promotore provinciale di giustizia e pace dal 2013 al 2021; priore del convento di Santa Catalina a Barcellona dal 2016 al 2018; promotore di giustizia e pace a livello europeo dal 2016 al 2022; membro del coordinamento dell'osservatorio dei diritti umani "Samba Martine" dal 2016; priore del convento di San Tommaso d'Aquino a El Olivar a Madrid dal 2019; direttore di O_LUMEN - espacio para las artes y la palabra dal 2021; direttore del dipartimento per le migrazioni della Conferenza episcopale spagnola dal 2021  e direttore del programma di pre-noviziato della provincia dominicana dal 2022.

### Ministero episcopale
L'8 ottobre 2024 papa Francesco lo ha nominato vescovo di Sant Feliu de Llobregat. Questa nomina segna un evento significativo, essendo la prima volta in 60 anni che un domenicano assume la guida di una diocesi spagnola. Il precedente è stato Francisco Barbado Viejo che resse la diocesi di Coria dal 1935 al 1942 e poi quella di Salamanca dal 1942 al 1964. Ha ricevuto l'ordinazione episcopale il 30 novembre successivo nella cattedrale di San Lorenzo a Sant Feliu de Llobregat dal cardinale Juan José Omella Omella, arcivescovo metropolita di Barcellona, co-consacranti il vescovo emerito di Sant Feliu de Llobregat Agustín Cortés Soriano e il vescovo di Holguín Emilio Aranguren Echeverría. Durante la stessa celebrazione ha preso possesso della diocesi.
L'anello, la mitria e il pastorale gli sono stati donati da Cáritas Española.
In relazione alla crisi migratoria nelle Isole Canarie, Gómez propone come soluzione "facilitare il libero transito verso la penisola o il resto del continente europeo", consentendo ai migranti di proseguire il viaggio o di essere accolti nei luoghi dove necessario. Ha inoltre promosso la realizzazione della guida "Hospitalidad Atlántica", predisposta in collaborazione con le diocesi dell'Africa settentrionale. Durante la messa di ordinazione episcopale, ha ringraziato i migranti per "essere venuti nel nostro Paese e rivitalizzare le nostre Chiese".
In seno alla Conferenza episcopale spagnola è membro della commissione per la pastorale sociale e la promozione umana dall'aprile del 2025.
Oltre al basco e allo spagnolo, parla catalano e francese.

## Genealogia episcopale
La genealogia episcopale è:
- Cardinale Scipione Rebiba
- Cardinale Giulio Antonio Santori
- Cardinale Girolamo Bernerio, O.P.
- Arcivescovo Galeazzo Sanvitale
- Cardinale Ludovico Ludovisi
- Cardinale Luigi Caetani
- Cardinale Ulderico Carpegna
- Cardinale Paluzzo Paluzzi Altieri degli Albertoni
- Papa Benedetto XIII
- Papa Benedetto XIV
- Papa Clemente XIII
- Cardinale Marcantonio Colonna
- Cardinale Giacinto Sigismondo Gerdil, B.
- Cardinale Giulio Maria della Somaglia
- Cardinale Carlo Odescalchi, S.I.
- Cardinale Costantino Patrizi Naro
- Cardinale Serafino Vannutelli
- Cardinale Domenico Serafini, Cong. Subl. O.S.B.
- Cardinale Pietro Fumasoni Biondi
- Cardinale Antonio Riberi
- Arcivescovo Gabino Díaz Merchán
- Arcivescovo Elías Yanes Álvarez
- Cardinale Juan José Omella Omella
- Vescovo Xabier Gómez García, O.P.